# Deuxième circonscription de Mayotte
Pour les articles homonymes, voir Mayotte (homonymie).
La deuxième circonscription de Mayotte est l'une des deux circonscriptions législative française de l'île de Mayotte.

## Description géographique et démographique

### Situation
La deuxième circonscription de Mayotte a été créée par l'ordonnance n° 2009-935 du 29 juillet 2009, ratifiée par le Parlement français le 21 janvier 2010.
Elle regroupe les divisions administratives suivantes : Bandrélé, Bouéni, Chiconi, Chirongui, Dembeni, Kani-Kéli, Mamoudzou-III, M'tsangamouji, Ouangani, Sada et Tsingoni. La première élection du député de cette circonscription a eu lieu lors des élections législatives de 2012.

## Historique des députations
| Législature | Début de mandat | Fin de mandat | Député            | Parti politique | Observations                                                                           |
| ----------- | --------------- | ------------- | ----------------- | --------------- | -------------------------------------------------------------------------------------- |
| XIVe        | 20 juin 2012    | 20 juin 2017  | Ibrahim Aboubacar | PS              |                                                                                        |
| XVe         | 21 juin 2017    | 21 juin 2022  | Mansour Kamardine | LR              | Ancien député de la première circonscription de Mayotte (2002-2007).                   |
| XVIe        | 22 juin 2022    | 9 juin 2024   | Mansour Kamardine | LR              | Mandat écourté à la suite d'une dissolution parlementaire décidée par Emmanuel Macron. |
| XVIIe       | 8 juillet 2024  | En cours      | Anchya Bamana     | RN              |                                                                                        |

## Historique des élections

### Élections de 2012
|                          |                             |                          | Premier tour | Premier tour | Second tour | Second tour |
| ------------------------ | --------------------------- | ------------------------ | ------------ | ------------ | ----------- | ----------- |
| Inscrits                 | Inscrits                    | Inscrits                 | 41 990       |              | 42 003      |             |
| Abstentions              | Abstentions                 | Abstentions              | 19 541       | 46,54 %      | 17 420      | 41,47 %     |
| Votants                  | Votants                     | Votants                  | 22 449       | 53,46 %      | 24 583      | 58,53 %     |
|                          |                             |                          |              |              |             |             |
| Bulletins enregistrés    | Bulletins enregistrés       | Bulletins enregistrés    | 22 449       |              | 24 583      |             |
| Bulletins blancs ou nuls | Bulletins blancs ou nuls    | Bulletins blancs ou nuls | 1 167        | 5,2 %        | 1 205       | 4,9 %       |
| Suffrages exprimés       | Suffrages exprimés          | Suffrages exprimés       | 21 282       | 94,8 %       | 23 378      | 95,1 %      |
|                          |                             |                          |              |              |             |             |
|                          | Candidat                    | Parti                    | Suffrages    | Pourcentage  | Suffrages   | Pourcentage |
|                          | Mansour Kamardine           | UMP                      | 7 416        | 34,85 %      | 10 532      | 45,05 %     |
|                          | Ibrahim Aboubacar           | PS                       | 5 149        | 24,19 %      | 12 846      | 54,95 %     |
|                          | Ali Hakime Ali Said         | DVG                      | 2 364        | 11,11 %      |             |             |
|                          | Sarah Mouhoussoune          | DVG                      | 1 706        | 8,02 %       |             |             |
|                          | Papa Ahmed Combo            | DIV                      | 1 401        | 6,58 %       |             |             |
|                          | Jacques-Martial Henry       | LC                       | 905          | 4,25 %       |             |             |
|                          | Aynoudine Madi              | DIV                      | 759          | 3,57 %       |             |             |
|                          | Attoumani Abdallah          | DIV                      | 547          | 2,57 %       |             |             |
|                          | Kamaldine Attoumani         | EELV                     | 451          | 2,12 %       |             |             |
|                          | Toumbou Maurice Dit Mandela | DIV                      | 403          | 1,89 %       |             |             |
|                          | Omar Abdallah               | FN                       | 181          | 0,85 %       |             |             |
|                          | Abdouldajbar Salim          | DIV                      | 0            | 0 %          |             |             |

### Élections de 2017
|                                                                         |                                                               |                           |                           |                          |                          |
|                                                                         |                                                               | Premier tour 11 juin 2017 | Premier tour 11 juin 2017 | Second tour 18 juin 2017 | Second tour 18 juin 2017 |
|                                                                         |                                                               |                           |                           |                          |                          |
|                                                                         |                                                               | Nombre                    | % des inscrits            | Nombre                   | % des inscrits           |
| Inscrits                                                                | Inscrits                                                      | 44 805                    | 100,00                    | 44 825                   | 100,00                   |
| Abstentions                                                             | Abstentions                                                   | 24 151                    | 53,90                     | 22 605                   | 50,43                    |
| Votants                                                                 | Votants                                                       | 20 654                    | 46,10                     | 22 220                   | 49,57                    |
|                                                                         |                                                               |                           | % des votants             |                          | % des votants            |
| Bulletins blancs                                                        | Bulletins blancs                                              | 786                       | 3,81                      | 728                      | 3,28                     |
| Bulletins nuls                                                          | Bulletins nuls                                                | 1 182                     | 5,72                      | 1 526                    | 6,87                     |
| Suffrages exprimés                                                      | Suffrages exprimés                                            | 18 686                    | 90,47                     | 19 966                   | 89,86                    |
|                                                                         |                                                               |                           |                           |                          |                          |
| Candidat Étiquette politique (partis et alliances)                      | Candidat Étiquette politique (partis et alliances)            | Voix                      | % des exprimés            | Voix                     | % des exprimés           |
|                                                                         |                                                               |                           |                           |                          |                          |
|                                                                         | Mansour Kamardine Les Républicains                            | 6 876                     | 36,80                     | 12 900                   | 64,61                    |
|                                                                         | Ibrahim Boinahery Mouvement démocrate                         | 2 243                     | 12,00                     | 7 066                    | 35,39                    |
|                                                                         | Ibrahim Aboubacar (député sortant) Parti socialiste           | 2 124                     | 11,37                     |                          |                          |
|                                                                         | Ahmed Attoumani Douchina Union des démocrates et indépendants | 1 813                     | 9,70                      |                          |                          |
|                                                                         | Mouhamed Abdou Divers                                         | 876                       | 4,69                      |                          |                          |
|                                                                         | Armamie Abdoul Wassion Divers droite                          | 740                       | 3,96                      |                          |                          |
|                                                                         | Mikidadi Ndzakou Divers                                       | 732                       | 3,92                      |                          |                          |
|                                                                         | Mouhamadi Mchami Divers                                       | 591                       | 3,16                      |                          |                          |
|                                                                         | Kamaldine Attoumani Divers                                    | 582                       | 3,11                      |                          |                          |
|                                                                         | Jacques Henry Divers                                          | 541                       | 2,90                      |                          |                          |
|                                                                         | Adrien Theilleux La France insoumise                          | 399                       | 2,14                      |                          |                          |
|                                                                         | Kira Adacolo Parti radical de gauche                          | 339                       | 1,81                      |                          |                          |
|                                                                         | Saïd Thestina Divers droite                                   | 230                       | 1,23                      |                          |                          |
|                                                                         | Anli Madi Ngazi Divers                                        | 210                       | 1,12                      |                          |                          |
|                                                                         | Madi Anli Front national                                      | 204                       | 1,09                      |                          |                          |
|                                                                         | Siaka Mahamoudou Divers gauche                                | 123                       | 0,66                      |                          |                          |
|                                                                         | Farid Boutekezez Divers (Union populaire républicaine)        | 63                        | 0,34                      |                          |                          |
| Source : Ministère de l'Intérieur - Deuxième circonscription de Mayotte |                                                               |                           |                           |                          |                          |

### Élections de 2022
| Résultats des élections législatives des 12 et 19 juin 2022 de la 2e circonscription de Mayotte |                          |                          |                          |              |              |             |             |
| Candidat                                                                                        | Candidat                 | Parti                    | Nuance                   | Premier tour | Premier tour | Second tour | Second tour |
| Candidat                                                                                        | Candidat                 | Parti                    | Nuance                   | Voix         | %            | Voix        | %           |
|                                                                                                 | Mansour Kamardine        | LR (UDC)                 | LR                       | 6 959        | 32,35        | 14 250      | 59,24       |
|                                                                                                 | Issa Issa Abdou          | MDM (NUPES)              | DVG                      | 4 219        | 19,61        | 9 806       | 40,76       |
|                                                                                                 | Madi-Boinamani Madi Mari | Agir (ENS)               | ENS                      | 4 098        | 19,05        |             |             |
|                                                                                                 | Soula Said-Souffou       | LTA                      | DVC                      | 3 011        | 14,00        |             |             |
|                                                                                                 | Ali Djaroudi             | LFI (NUPES)              | DVG                      | 1 062        | 4,94         |             |             |
|                                                                                                 | Mouhamadi Mchami         | DVC                      | DVC                      | 624          | 2,90         |             |             |
|                                                                                                 | Saidali Hamissi          | RN                       | RN                       | 567          | 2,64         |             |             |
|                                                                                                 | Mouhamed Abdou           | SE                       | DIV                      | 422          | 1,96         |             |             |
|                                                                                                 | Anli Madi Ngazi          | SE                       | DVG                      | 281          | 1,31         |             |             |
|                                                                                                 | Toumbou Maurice          | SE                       | DVD                      | 190          | 0,88         |             |             |
|                                                                                                 | Ahumad Salime            | SP (LRdP)                | DVD                      | 81           | 0,38         |             |             |
| Votes valides                                                                                   | Votes valides            | Votes valides            | Votes valides            | 21 514       | 91,99        | 24 056      | 91,26       |
| Votes blancs                                                                                    | Votes blancs             | Votes blancs             | Votes blancs             | 763          | 3,26         | 890         | 3,38        |
| Votes nuls                                                                                      | Votes nuls               | Votes nuls               | Votes nuls               | 1 111        | 4,75         | 1 413       | 5,36        |
| Total                                                                                           | Total                    | Total                    | Total                    | 23 388       | 100          | 26 359      | 100         |
| Abstention                                                                                      | Abstention               | Abstention               | Abstention               | 26 387       | 53,01        | 23 508      | 47,14       |
| Inscrits / participation                                                                        | Inscrits / participation | Inscrits / participation | Inscrits / participation | 49 775       | 46,99        | 49 867      | 52,86       |

### Élections de 2024
| Candidat                 | Candidat                  | Parti et coalition       | Nuance                   | Premier tour | Premier tour | Second tour | Second tour |
| Candidat                 | Candidat                  | Parti et coalition       | Nuance                   | Voix         | %            | Voix        | %           |
| ------------------------ | ------------------------- | ------------------------ | ------------------------ | ------------ | ------------ | ----------- | ----------- |
|                          | Anchya Bamana             | RN - MS                  | RN                       | 7 933        | 35,42        | 12 974      | 53,77       |
|                          | Mansour Kamardine         | LR (UDC)                 | LR                       | 6 226        | 27,80        | 11 153      | 46,23       |
|                          | Soula Saïd-Souffou        | MDM                      | DVC                      | 3 560        | 15,90        |             |             |
|                          | Madi-Boinamani Madi Mari, | Agir - RE (ENS)          | DVC                      | 3 470        | 15,49        |             |             |
|                          | Kira Bacar Adacolo        | USM                      | DVG                      | 552          | 2,46         |             |             |
|                          | Daniel Martial Henry      | MoDem (ENS)              | DVD                      | 369          | 1,65         |             |             |
|                          | Manon Moreno              | REC                      | REC                      | 164          | 0,73         |             |             |
|                          | Ahumad Salime             | SE                       | DIV                      | 122          | 0,54         |             |             |
|                          |                           |                          |                          |              |              |             |             |
| Suffrages exprimés       | Suffrages exprimés        | Suffrages exprimés       | Suffrages exprimés       | 22 396       | 92,83        | 24 127      | 92,55       |
| Votes blancs             | Votes blancs              | Votes blancs             | Votes blancs             | 711          | 2,95         | 788         | 3,02        |
| Votes nuls               | Votes nuls                | Votes nuls               | Votes nuls               | 1 019        | 4,22         | 1 154       | 4,43        |
| Total                    | Total                     | Total                    | Total                    | 24 126       | 100          | 26 069      | 100         |
| Abstention               | Abstention                | Abstention               | Abstention               | 28 323       | 54,00        | 26 404      | 50,32       |
| Inscrits / participation | Inscrits / participation  | Inscrits / participation | Inscrits / participation | 52 449       | 46,00        | 52 473      | 49,68       |